# Ajoncourt
Ajoncourt là một xã trong vùng Grand Est, thuộc tỉnh Moselle, quận Château-Salins, tổng Delme. Tọa độ địa lý của xã là 48° 50' vĩ độ bắc, 06° 17' kinh độ đông. Ajoncourt nằm trên độ cao trung bình là 195 mét trên mực nước biển, có điểm thấp nhất là 187 mét và điểm cao nhất là 227 mét. Xã có diện tích 3,5 km², dân số vào thời điểm 2005 là 101 người; mật độ dân số là 29,7 người/km².

## Thông tin nhân khẩu
| 1962 | 1968 | 1975 | 1982 | 1990 | 1999 |
| ---- | ---- | ---- | ---- | ---- | ---- |
| 103  | 114  | 100  | 101  | 100  | 91   |